# Haas VF-23
El Haas VF-23 fue un monoplaza de Fórmula 1 diseñado por Haas F1 Team para competir en la temporada 2023.
La decoración fue presentada el 31 de enero de 2023. El coche fue conducido por Kevin Magnussen y Nico Hülkenberg. El 11 de febrero la decoración fue presentada en un filming-day en circuito de Silverstone.

## Resultados
(Clave) (negrita indica pole position) (cursiva indica vuelta rápida)

| Año     | Motor                   | Neu. | N.º | Pilotos         | 1   | 2   | 3   | 4   | 5   | 6   | 7   | 8   | 9    | 10  | 11  | 12  | 13  | 14  | 15  | 16  | 17  | 18  | 19  | 20  | 21  | 22  | Puntos | Pos. |
| ------- | ----------------------- | ---- | --- | --------------- | --- | --- | --- | --- | --- | --- | --- | --- | ---- | --- | --- | --- | --- | --- | --- | --- | --- | --- | --- | --- | --- | --- | ------ | ---- |
| 2023    | Ferrari 066/10 V6 Turbo | P    |     |                 | BHR | ARA | AUS | AZE | MIA | MON | ESP | CAN | AUT  | GBR | HUN | BEL | NED | ITA | SIN | JPN | QAT | USA | MEX | SÃO | LVG | ABU | 12     | 10.º |
| 2023    | Ferrari 066/10 V6 Turbo | P    | 20  | Kevin Magnussen | 13  | 10  | 17† | 13  | 10  | 19† | 18  | 17  | 18   | Ret | 17  | 15  | 16  | 18  | 10  | 15  | 13  | 14  | Ret | Ret | 13  | 20  | 12     | 10.º |
| 2023    | Ferrari 066/10 V6 Turbo | P    | 27  | Nico Hülkenberg | 15  | 12  | 7   | 17  | 15  | 17  | 15  | 15  | Ret6 | 13  | 14  | 18  | 12  | 17  | 13  | 14  | 16  | 11  | 13  | 12  | 19† | 15  | 12     | 10.º |
| Fuente: |                         |      |     |                 |     |     |     |     |     |     |     |     |      |     |     |     |     |     |     |     |     |     |     |     |     |     |        |      |